# منفوخة الكأس
مَنْفُوخَةُ الكأس (الاسم العلمي: Physostegia)، جنس نباتات مُزهرة من فصيلة الشفوية، مواطنها في أمريكا الشمالية (الولايات المتحدة، كندا، شمال المكسيك). هي نبته عشبية جذمورية منتصبة معمرة، تعيش في الأماكن الرطبة المشمسة. يصل طولها إلى متران (7 أقدام)، إزهرارها صيفي، زهورها أنبوبيّة أرجوانية أو وردية اللون في شماريخ.